# مارتي ماكنزي (لاعب دوري الرغبي)
مارتي ماكنزي (بالإنجليزية: Marty McKenzie)‏ هو لاعب دوري الرغبي أسترالي، ولد في 20 يناير 1972 في أستراليا.